# Лыков-Оболенский, Фёдор Иванович Дудин
Князь Фёдор Иванович Лыков-Оболенский (Дудин-Лыков) (ум. в 1628 году) — окольничий и воевода, во времена правления Бориса Годунова, Смутное время и царя Михаила Фёдоровича.
Рюрикович в XXII колене, старший сын князя Ивана Ивановича Дуды Лыкова, представитель княжеского рода Лыковых-Оболенских.

## Биография
При приёме цесарских послов был рындой в белом платье (30 апреля 1589), тем же был и при приёмах: литовского посла (8 мая 1592 и октябрь 1600), цесарского посла (июль 1594).
Упоминается в свите нового царя Бориса Фёдоровича Годунова рындой «к сулице» во время похода против крымского хана в Серпухов (апрель 1598).
Привел в Дедилов передовой полк для защиты тульской земли от крымских татар, прорвавшихся к Москве (апрель 1601).
Первый воевода в Переяславле-Рязанском (1602). В то же время в Шацк был назначен Юрий Григорьевич Пильемов-Сабуров, которому приказано было идти в сход к Лыкову, на что Пильемов обиделся и возбудил огромное местническое дело.
Стольник и воевода в Рязанском разряде на Ливнах (1603). Воевода в Переяславле-Рязанском (1614).
Во время обороны Москвы «ведал» от Неглинной до Фроловских ворот (1616). Воевода в Суздале (1618). Из-за решения объявить Польше войну, послан в Тулу для разбора и приготовления дворян и детей боярских (12 октября 1621).
Пожалован чином окольничего (28 апреля 1622).
На свадьбе Михаила Фёдоровича «поезд наряжал и подчивал бояр и поезжан» (19 сентября 1624).
При приёме шведского посла выставлял 2 человек (29 марта 1626).
Женат на некоей Ирине († после 1628), детей не имел. Скончался († 1628).